# Hans Herlak
Hans Christian Jensen Herlak (4. kolovoza 1881. — 29. siječnja 1970.) je bivši danski hokejaš na travi.
Osvojio je srebrno odličje na hokejaškom turniru na Olimpijskim igrama 1920. u Antwerpenu (Anversu) igrajući za Dansku. 

## Vanjske poveznice
- Profil na Database Olympics